# 1906 års ryska konstitution

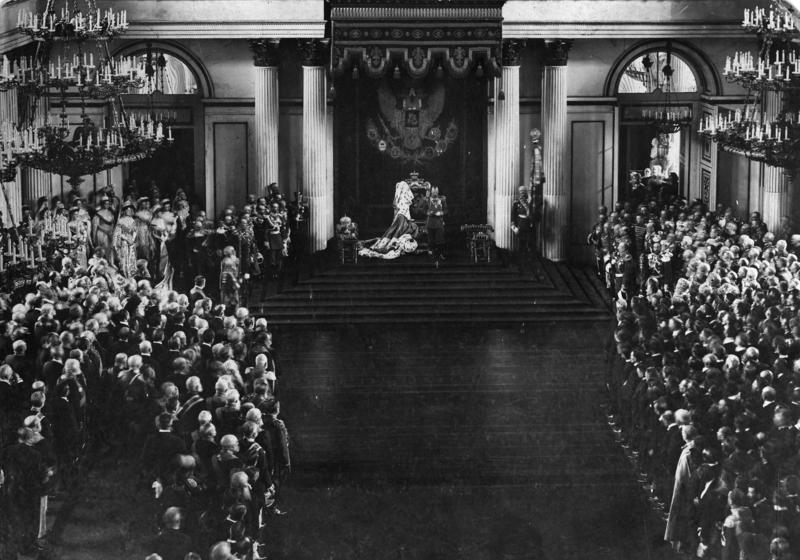
Nikolaj II öppnar den första duman 10 maj 1906.

1906 års ryska grundlag var en stor revidering av 1832 års grundlag av Tsarryssland, genom vilket Ryssland gick från en absolut monarki till ett där den ryska kejsaren, Nikolaj II, för första gången gick med på att dela med sig av sitt autokratiska styre till ett parlament.
Konstitutionen upptogs den 23 april 1906, samma kväll som den första duman öppnades. Konstitutionen var en revidering av den tidigare grundlagen från 1832, och utlystes under ryska revolutionen 1905, i ett sista försök av den kejserliga regeringen att bevara sin egen existens och avvärja en utveckling i vilken fullskalig anarki skulle råda.
Med konstitutionen kom ett tvåkammarsparlament, utan vars godkännande inga lagar kunde godkännas. Det övre husets ledamöter utsågs av tsaren till hälften, till den andra hälften valt av regeringen, kyrkan och affärsvärlden. Underhusets eller dumans ledamöter valdes av olika klasser av det ryska folket, genom att ett komplicerat schema av indirekta valsystemet var viktat för att försäkra att de förmögnare klasserna hade större makt. Duman hade makt att lagstifta och ifrågasätta tsarens ministrar, men kunde inte tillsätta eller avsätta dem, vilket enbart tsaren kunde. Duman kunde inte heller ändra konstitutionen annat än på tsarens initiativ. Tsaren behöll ett absolut veto över lagstiftningen samt kunde när som helst avsätta duman, av vilka anledningar som helst. Dessutom kunde han utfärda dekret under Dumans frånvaro - även om dessa förlorade sin validitet om de inte godkändes av parlamentet inom två månader.
Konstitutionen hade utlovats under hård press, och Nikolaj II avskydde hur den begränsade hans makt som han vid sin kröning hade svurit föra vidare till sin son. Han avsatte den första och andra duman när de inte tillfredsställde honom och ändrade valstatuten trots att detta gick emot konstitutionen, för att försäkra att mer förmögna personer skulle väljas till den framtida Duman. Den tredje och fjärde duman var mer långvariga men var fortfarande oeniga med tsaren och hans regering över hur riktningen av statens policier, och statens grundläggande natur. När ryska revolutionen 1917 bröt ut tog Duman en ledande roll i att avsätta tsaren, som i sin tur ledde till monarkins nedgång och kommunistpartiets uppgång.